# Gneu Magi
Gneu Magi (en llatí Cnaeus Magius) va ser un noble i dirigent d'Atel·la (Atella) probablement emparentat amb Deci Magi, un dirigent de Càpua partidari dels romans, però Gneu Magi era del partit favorable als cartaginesos. Formava part de la gens Màgia, que després va ser una gens romana d'origen plebeu.
Va ser Medix Tuticus a Càpua l'any 214 aC.